# 加姆伦
加姆伦是德国莱茵兰-普法尔茨州的一个市镇。总面积5.59平方公里，总人口533人，其中男性271人，女性262人（2011年12月31日），人口密度95人/平方公里。